# اتو مونتاگ
اتو مونتاگ (انگلیسی: Otto Montag; ۱۲ اکتبر ۱۸۹۷ – ۲۳ دسامبر ۱۹۷۳) بازیکن فوتبال اهل آلمان بود.
از باشگاه‌هایی که در آن بازی کرده‌است می‌توان به اشاره کرد.
وی همچنین در تیم ملی فوتبال آلمان بازی کرده‌است.